# Le Monde des animaux sauvages
Pour plus de détails, voir Fiche technique et Distribution.
Le Monde des animaux sauvages est un film documentaire français d'Eugène Schumacher réalisé en 1969. Philippe Noiret en est le narrateur.

## Fiche technique
- Titre : Le Monde des animaux sauvages
- Réalisation : Eugène Schumacher
- Narration : Philippe Noiret
- Sociétés de production : Eugen Schumacher Produktion et Gaumont
- Pays :  France
- Genre : Documentaire
- Durée : 90 minutes
- Date de sortie :
  -  France 1969